# گردن‌بند

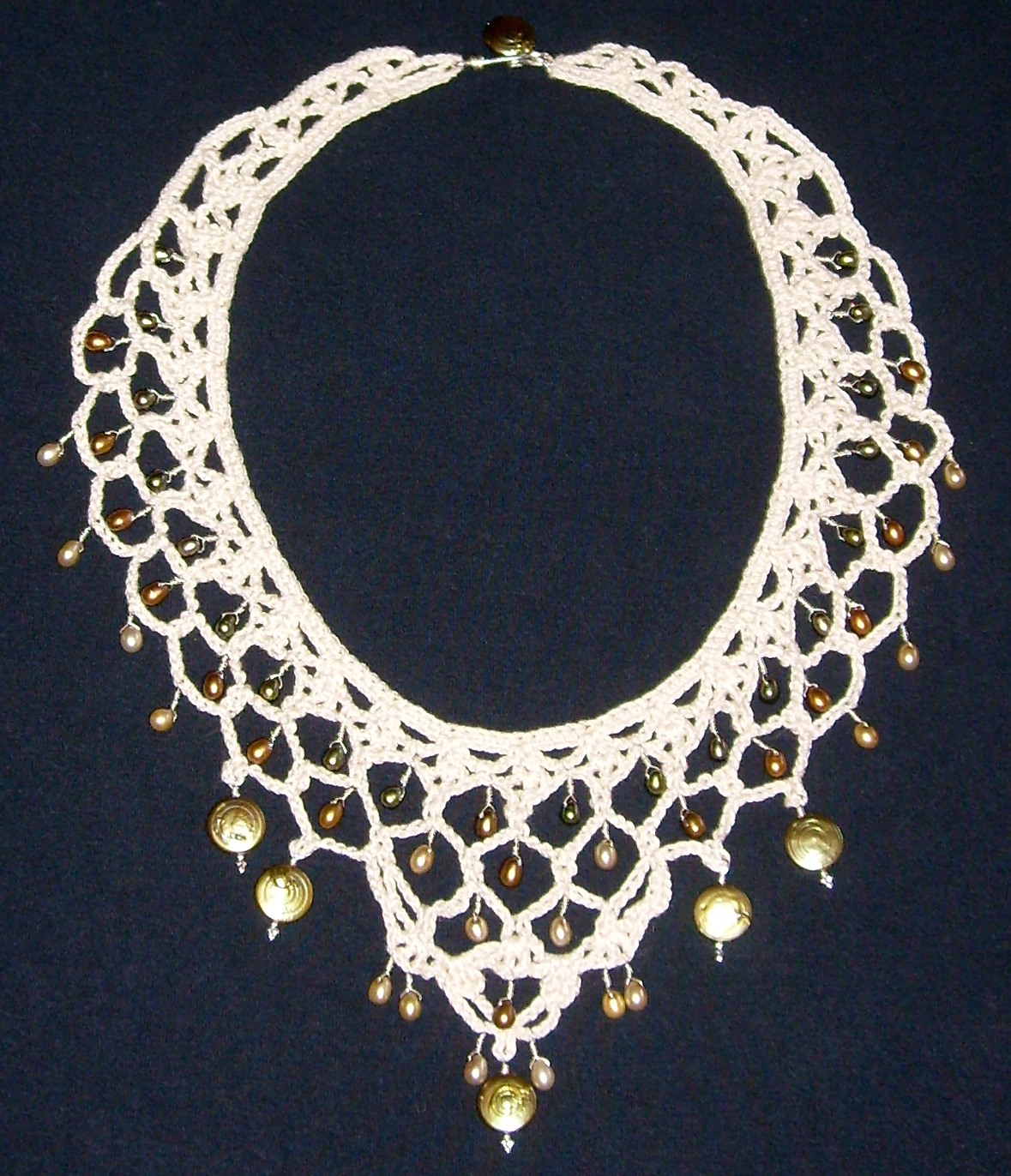
گردن‌بند

گردن‌بند نوعی از زیورآلات است که همان‌طور که از نامش پیداست به عنوان زینت گردن از آن استفاده می‌شود و گاهی به آن سینه‌ریز یا گلوبند نیز می‌گویند و شاید از اولین انواع زیورآلات مورد استفاده بشر بوده است. شواهد تاریخی استفاده از گردن‌بند به بیش از ۵۰۰۰۰ سال پیش برمیگردد.
گردن‌بندها به مدل‌های مختلفی هستند: زنجیر با یا بدون آویز (نگین)، گردن‌بند طوقی (که مانند دستبند به دور گردن بسته می‌شود و آویزان نیست)، گردن‌بندهای بلند که می‌توان یک‌لا یا دولا انداخت و…

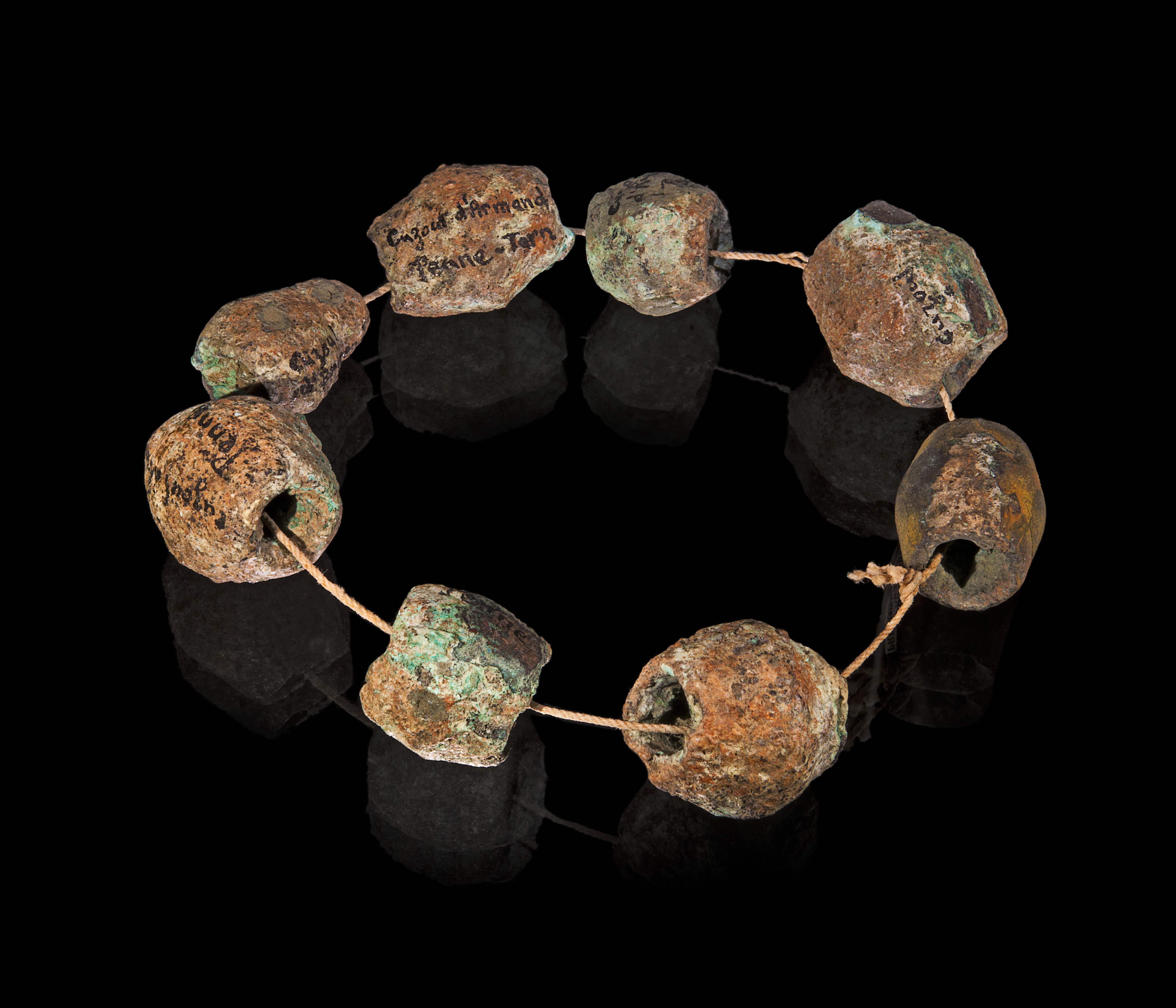
گردن‌بند متعلق به دوره هولوسین

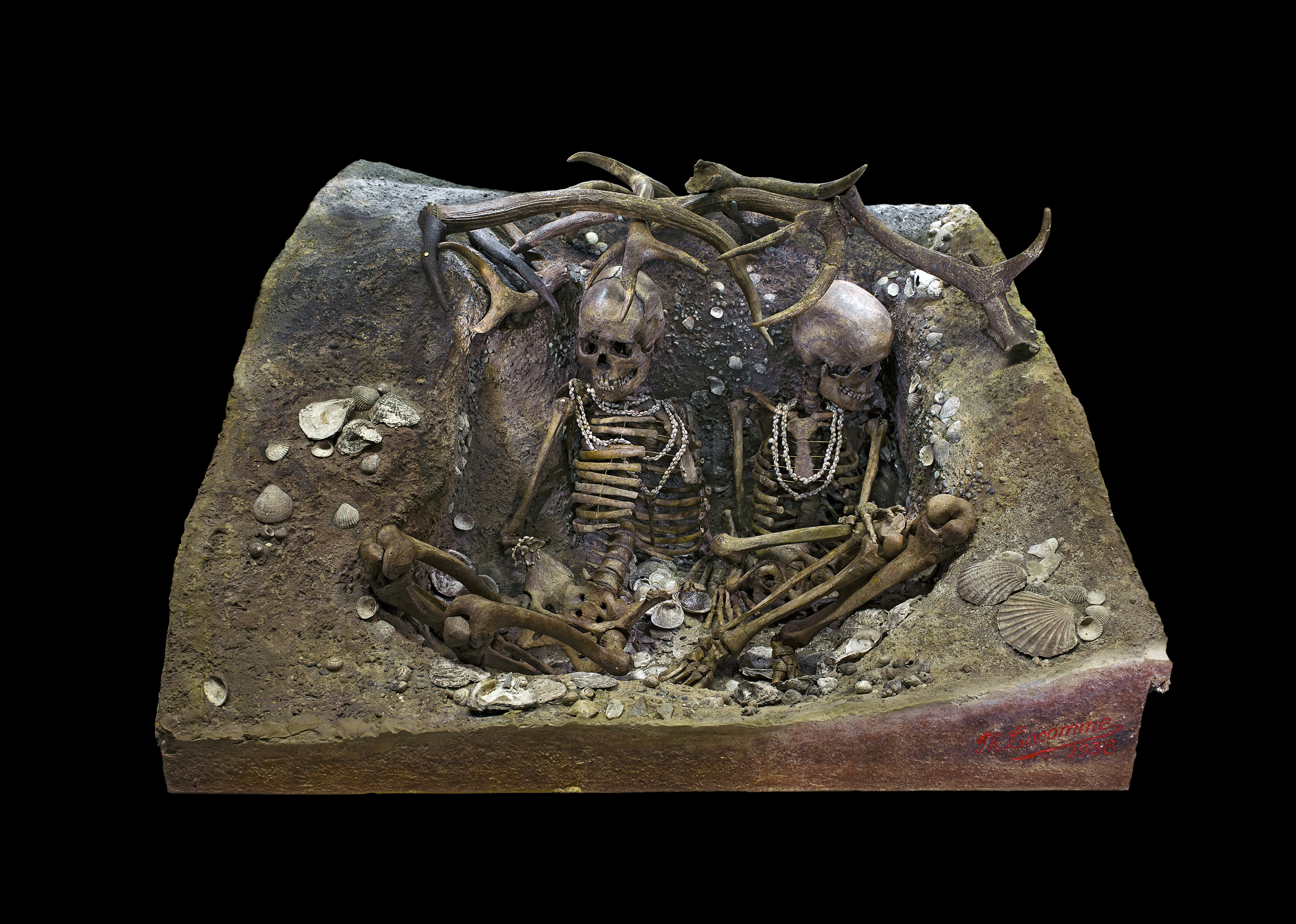
گور حفره‌ای دو زن با گردن‌بند در دوره میان سنگی

## تاریخچه
انسان‌های ماقبل تاریخ اغلب از مواد طبیعی مانند پر، استخوان، صدف و مواد گیاهی برای ساخت گردن‌بند استفاده می‌کردند. شواهدی وجود دارد که نشان می‌دهد در دوران پالئولیتیک بالایی در جنوب و شرق آفریقا، گردن‌بندهایی ساخته می‌شدند که به ۵۰٬۰۰۰ سال پیش برمی‌گردد. تا عصر برنز، زیورآلات فلزی جایگزین زیورآلات غیرفلزی شدند. برای اولین بار، گردن‌بندها بر روی مجسمه‌ها و در هنر خاور نزدیک باستان به تصویر کشیده شدند و اولین گردن‌بندهای فلزی قیمتی با سنگ‌های قیمتی در اروپا ساخته شدند.
در بین‌النهرین باستان، مهره‌های سیلندری به‌صورت نخ کشیده می‌شدند و به‌عنوان زیورآلات استفاده می‌شدند. در بابل باستان، گردن‌بندها از سنگ‌های کارنلیان، لاجورد، عقیق و طلا ساخته می‌شدند که از آن‌ها زنجیرهای طلایی نیز ساخته می‌شدند. سومریان باستان گردن‌بندها و مهره‌هایی از طلا، نقره، لاجورد و کارنلیان می‌ساختند. در مصر باستان، چندین نوع گردن‌بند مختلف مورد استفاده قرار می‌گرفت. اشراف مصر باستان گردن‌بندهایی از مواد ارگانیک یا نیمه‌قیمتی و قیمتی را به‌منظور اهداف مذهبی، جشن و دفن می‌پوشیدند. این گردن‌بندها اغلب با سنگ‌های نیمه‌قیمتی، شیشه‌ای، سرامیکی و مهره‌های توخالی تزئین می‌شدند. مهره‌هایی که از مواد مختلف قیمتی و نیمه‌قیمتی ساخته می‌شدند نیز غالباً برای ایجاد گردن‌بندها نخ کشیده می‌شدند.
در یونان باستان، گردن‌بندهای طلایی ظریفی ساخته می‌شدند که با روتوش و نخ‌های طلایی بافته شده طراحی شده بودند. این گردن‌بندها عمدتاً با رزت‌های میناکاری شده آبی یا سبز، فیگورهای حیوانی یا آویزهایی به شکل گلدان که اغلب با حاشیه تکمیل می‌شدند، تزئین می‌شدند. همچنین استفاده از زنجیرهای طلایی بلند با کامیوهای آویزان و بطری‌های کوچک عطر رایج بود. در دوره هِلِنیستی، عناصر جدیدی ظاهر شدند: سنگ‌های رنگی امکان ساخت محصولات چندرنگ را فراهم می‌کردند و بر روی زنجیرها سرهای حیوانات و آویزهایی به شکل نیزه یا غنچه آویزان بودند.

## تأثیر مدل گردن‌بند
امروزه مدل‌های مختلفی برای گردن‌بند وجود دارد که استفاده از آنها به مدل صورت و بالاتنه و لباس شخص مرتبط است.
گردن‌بند طوقی برای گردن‌های بلند مناسب است ولی برای گردن‌های کوتاه مناسب نیست. البته گردن‌بندهای طوقی خیلی باریک برای گردن‌های خیلی بلند و باریک مناسب نیستند. برای گردن‌های کوتاه گردن‌بند دوتایی ظریف خوب است (که باید با لباس یقه هفت یا یقه باز پوشیده شود و بلندی گردن‌بند تا بالای سینه‌ها باشد) گردن‌بندهای بزرگ و بلند سینه‌ها را بزرگ‌تر نشان می‌دهند. برای افرادی با سینه بزرگ آویزهای کوچ چندتایی مناسب است این آویزها باید بالای چاک سینه قرار بگیرد. برای افرادی با شانه‌های مایل یا چاق، گردن‌بندهای ظریف رشته‌ای مهره دار یا مدل‌های هندسی (مثلاً مکعبی) مناسب می‌باشد (منبع:سایت دوخت).
گردن‌بند نباید روی مرز یقه لباس قرار بگیرد. با لباس یقه صاف بهتر است گردن‌بند استفاده نشود و به جای آن گوشواره استفاده شود. با یقه بسته مانند یقه پولو زنجیرها و آویزهای ظریف کم‌ارزش به نظر می‌رسند اما چندلایه گردن‌بند بلند و چندتایی پر زرق و برق مناسب است. برای تاپ‌ها وبلوزهای رکابی گردن‌بندهای بلند چند رشته‌ای مناسب است. گردن‌بندهای بلند معمولاً باید حداکثر تا بالای ناف باشد.